# نوبل (آیوا)
نوبل (به انگلیسی: Noble) یک منطقهٔ مسکونی در ایالات متحده آمریکا است که در آیووا واقع شده‌است. نوبل ۲۱۰٫۰۱ متر بالاتر از سطح دریا واقع شده‌است.